# Une page d'amour (film)
Une page d'amour est un film belge réalisé par Maurice Rabinowicz, sorti en 1978.

## Distribution
- Geraldine Chaplin : Lise, une inconnue fascinante
- Sami Frey : François Karwitch, un homme qui remet son existence routinière en question
- Quentin Milo : Serge
- Guy Pion : Carlos, un ouvrier révolté qui tue le patron d'une usine d'armement et est interné en asile psychiatrique
- Monette Loza : Fanny
- Ève Bonfanti : Anna